# Moçambiquekanalen

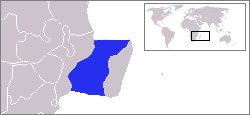
Mocambiquekanalens läge

Moçambiquekanalen är det sund i Indiska oceanen som skiljer ön Madagaskar från fastlandet Afrika. Sundet är cirka 1 600 km långt och mellan 400 och 950 km brett och begränsas i norr av Komorerna. På sitt djupaste ställe är sundet 3292 meter djupt.
Genom sundet går i sydlig riktning den varma havsströmmen Moçambiqueströmmen som ansluter till Agulhasströmmen öster om Sydafrika. Området drabbas ofta av tropiska cykloner.
I sundet återfinns ögruppen Komorerna, varav tre utgör östaten med samma namn, samt de franska besittningarna Mayotte (ingår geografiskt i Komorerna), Glorieusesöarna, Juan de Nova, Europa och Bassas da India.
Frankrike är närvarande genom Mayotte och de utspridda öarna, och upprätthåller en militär närvaro via Réunion, med marinstyrkor som patrullerar ganska regelbundet. Dessa holmar utgör exklusiva ekonomiska zoner (EEZ), rika på fiskeresurser och potentiellt kolväten. För Frankrike är den verkliga utmaningen att bevara sin suveränitet över Mayotte, gentemot Komorerna, och särskilt över de utspridda öarna, inför hot från Madagaskar. Madagaskar bestrider lagligt den franska närvaron, i tron att dessa holmar var beroenden till Madagaskar och att när självständigheten uppnåddes borde de ha återgått till Madagaskar, inte till Frankrike.
Under andra världskriget utspelades här slaget om Madagaskar.